# Gösta Tunevall
Thure Gösta Tunevall, född den 2 april 1916 i Karlstad, död den 17 juli 2003 i Stockholm, var en svensk läkare. Han var i sitt andra äktenskap från 1968 gift med Anne Marie Rådström.
Tunevall avlade studentexamen 1934, medicine kandidatexamen i Stockholm 1937 och medicine licentiatexamen där 1943. Han promoverades till medicine doktor 1952 och blev docent i bakteriologi vid Karolinska institutet 1953. Tunevall var amanuens och tillförordnad underläkare vid medicinska tuberkulosavdelningen på Sankt Görans sjukhus 1943, extra läkarevid Kronprinsessan Lovisas barnsjukhus 1944 och 1945, extra läkare vid Stockholms epidemisjukhus 1945, vikarierande assistent och laborator vid Statens Bakteriologiska Laboratorium 1945–1947, assistent vid Stockholms läns landstings mikrobiologiska centrallaboratorium 1947–1950, laborator där 1951–1956, överläkare där och vid bakteriologiska laboratoriet på Roslagstulls sjukhus 1956–1973. Han var biträdande professor vid Karolinska institutet 1973–1978 och professor där 1979–1983. Tunevall var samtidigt överläkare vid bakteriologiska laboratoriet på Serafimerlasarettet 1973–1980 och på Roslagstulls sjukhus 1973–1983. Han var ordförande i Medicinska föreningen 1941–1942, läkarombudsman inom Sveriges Yngre Läkares Förening 1944–1954, ledamot av Sveriges läkareförbunds centralstyrelse 1955–1963, 1:e vice ordförande där 1961–1963, vice ordförande i Sveriges yngre akademikers centralorganisation 1944–1946, i Sveriges akademikers centralorganisation 1959–1968, sekreterare i Internat Union of Microbiological Societies Documentation Committee 1958–1970 och ordförande där 1970–1983. Tunevall utgav skrifter främst i bakteriologi. Han vilar i minneslund på Norra begravningsplatsen utanför Stockholm.